# Главы города Сызрани
Глава городского округа Сызрань — высшее должностное лицо Сызрани, возглавляющее Администрацию городского округа Сызрань — высший исполнительно-распорядительный орган власти города.

## Порядок избрания и вступление в должность
Глава городского округа Сызрань избирается Думой городского округа Сызрань из числа кандидатов, представленных конкурсной комиссией по результатам конкурса, сроком на 5 лет.
Порядок проведения конкурса по отбору кандидатур на должность Главы городского округа Сызрань определяется решением Думы городского округа Сызрань.
Порядок проведения конкурса должен предусматривать опубликование условий конкурса, сведений о дате, времени и месте его проведения не позднее чем за 20 (двадцать) дней до дня проведения конкурса.
Глава городского округа Самара считается вступившим в должность с момента принесения присяги на заседании Думы городского округа Самара после принятия решения Думы городского округа Самара о его избрании.

## Список руководителей
- Главы Сызрани